# 聖伝
聖伝あるいは聖伝承（せいでん、英語: Sacred Tradition, Holy Tradition）は、キリスト教における伝承のこと。カトリック教会、正教会、東方諸教会では重要視される。
聖伝の位置づけについてはカトリック教会と正教会の間に違いがある。前者は「聖書と聖伝」と並び称すのに対して、後者は「聖伝の中に聖書が含まれる」と捉える。
他方、プロテスタントでは位置付けが異なり伝統と訳すが、伝統をどこまで認めるかには幅があり、純粋に聖書のみを主張する者も居れば、逆にカトリック教会に近い伝統主義の者などもいる。

## カトリック教会の聖伝
カトリック教会は「聖書と聖伝を同じく尊敬すべき」として、聖書と聖伝を並列させている。トリエント公会議において聖伝は「同じ畏敬を以て認むべきもの」（ラテン語: pari pietatis affectu）と位置づけられた。
教会は、聖書を聖霊の霊感によって書かれた神のことば、聖伝を「主キリストと聖霊から使徒たちに託された神のことばを余すところなくその後継者に伝え、後継者たちは、真理の霊の導きのもとに、説教によってそれを忠実に保ち、説明し、普及するようにするもの」と説明する。
教会は神からの啓示の伝達と解釈を委ねられており、啓示についての自分の確信を得るに当たっては、聖書だけに頼らず、聖書と聖伝を同じく尊敬すべきであるとされる。
「わたしたちが説教や手紙で伝えた教えを固く守り続けなさい。」—日本聖書協会『聖書 新共同訳』、テサロニケの信徒への手紙二　2章15節)
「多くの証人の面前でわたしから聞いたことを、ほかの人々にも教えることのできる忠実な人たちにゆだねなさい。」—日本聖書協会『聖書 新共同訳』、テモテへの手紙二 2章2節)
聖伝とは、使徒たちがイエスから受け、聖霊によって学んだ、使徒伝承を指す。使徒伝承は「大伝承」とも呼ばれる。
使徒伝承と別に「諸伝承」（神学、おきて、典礼、信心上の諸伝承）がある。諸伝承は大伝承との照合を受け、（ローマ教皇をかしらとする）教会の教導権の指導のもと、伝えられる。

## 正教会の聖伝
正教会は、神の啓示を信仰の基盤としている。そして連綿と受け継がれてきた神による啓示に基づく信仰と教えを、聖伝と呼ぶ。聖伝を伝えていくにあたっては、聖神゜（聖霊）の導きがあるとされる。
聖伝は、文書や単なる事件の記録、記念物といったものにとどまらない。聖書・聖師父の著作・全地公会議による規定・奉神礼で用いられる祈祷書といった文書となっているものも主要構成要素として挙げられるが、聖伝の本質は、教会を形成していく人々の生きた体験の記憶である。
聖伝は過去にあったものが現在においても体験されるものであり、ゆえに聖伝と教会的意識は同じものであるとされる。従って、聖書・聖師父の著書・全地公会議の規定・奉神礼等は個々別々な現れであり、これらの構成要素を網羅すれば聖伝全体を表すことにはならない。
正教会では、聖書と聖伝は範疇の異なるものとは捉えられず、聖書は「聖伝」の一部であるとされる。何が聖書であるかを定めた（正典化した）のは聖伝であるとされる。聖書は、聖伝の中核であり、使徒らが残した最も公的な啓示であると考えられている。聖伝が生み出した聖書は、その後の聖伝を基礎付けるものとなった。
次のものが聖伝の主要構成要素であるとされる。
- 新旧約聖書
- 七回の全地公会議決定
- 地方公会（教会会議）決定
- 信経、教義議定（公会で制定されたニカイア＝コンスタンティノポリス、ニカイア、カルケドンの三つ。使徒信条やアタナシウス信条は公式には認められていない）
- 奉神礼
- 聖歌やイコン、教会建築などの教会芸術
- 教会法
- 聖師父の教え・聖人伝
- 教会を形成していく人々の生きた体験の記憶

これらの構成要素は互いに密接な有機的関係を持っており、聖神゜の導きがあるゆえに発展・成長を続けるとされる。
聖伝(Holy Tradition)は、個々の教会や民族の文化的・歴史的遺産である伝統(traditions)とは区別される。

## プロテスタントにおける伝統理解
プロテスタントにおいても、伝統（英語・ドイツ語: Tradition、聖伝・伝承と同語彙の訳語）を否定する訳ではなく、教会は不変で新鮮な真理と生命の具体的な担い手としての伝統なくして成立しないと捉えられる。ただしその伝統に対する理解の仕方は正教会・カトリック教会とは異なる。
プロテスタントは、聖書のみを権威ある伝統として認める。またローマ教皇の権威を認めない。
教会の伝統は、聖書にのみ根ざし、聖書を常に新しく解釈し、聖書の真理を表し、聖書の生命を現実化するためのものとして、信仰告白・説教・サクラメント・教職から形成される。伝統は単に過去の遺産ではなく、聖霊の現実的な働きとして新しい歴史的生命の現実を形成するものであるとされる。
ただしプロテスタントの中には、純粋に聖書のみを主張する者も居れば、逆にカトリック教会に近い伝統主義の者などもいる。